# 雅克-3戰鬥機
雅克-3型是蘇聯在二戰後期空優性能最高的戰鬥機，亦常被認為是整個二戰中最靈活和敏捷的戰鬥機，還是被改造成蘇聯第一種量產的噴射戰鬥機雅克-15戰鬥機(Yak-15)的母體。

## 沿革
在蘇德戰爭初期，雅克設計局的Yak-1型，可說是唯一能單挑德國Bf 109E/F的蘇聯戰鬥機，但在德國更新銳的Fw 190A和Bf109G推出之後，雅克設計局計劃推出一種能夠對抗任何新銳敵軍機型的高性能戰鬥機，並以在中低空有效奪取制空權為目的，要有輕巧而能夠承受各種特技般動作的堅固機體，和以既有的液泠發動機為動力。
所以Yak-3的設計便以金屬結構為主，翼展也比Yak-1更短小，為減少阻力所以也重新設計冷卻器結構，結果便是本機Yak-3型戰鬥機。但因德國空軍的轟炸以及將生產工廠設備撤退至後方等種種原因，使得雅克設計局優先推出與Yak-1較相近的簡化版Yak-9型，而本機則自1944年起開始生產並投入服役。
Yak-3以Yak-1M作為藍本，主要作為5000米高度以下的制空戰鬥機，為減少風阻而把機頭下方的滑油器冷卻口改設於主翼兩側根部位置，機身下方的冷卻器也重新設計為更具流線形，翼展也有小幅度縮短，這使得Yak-3比Yak-1更小巧輕快，最快速度可達650公里/小時

## 實戰與發展

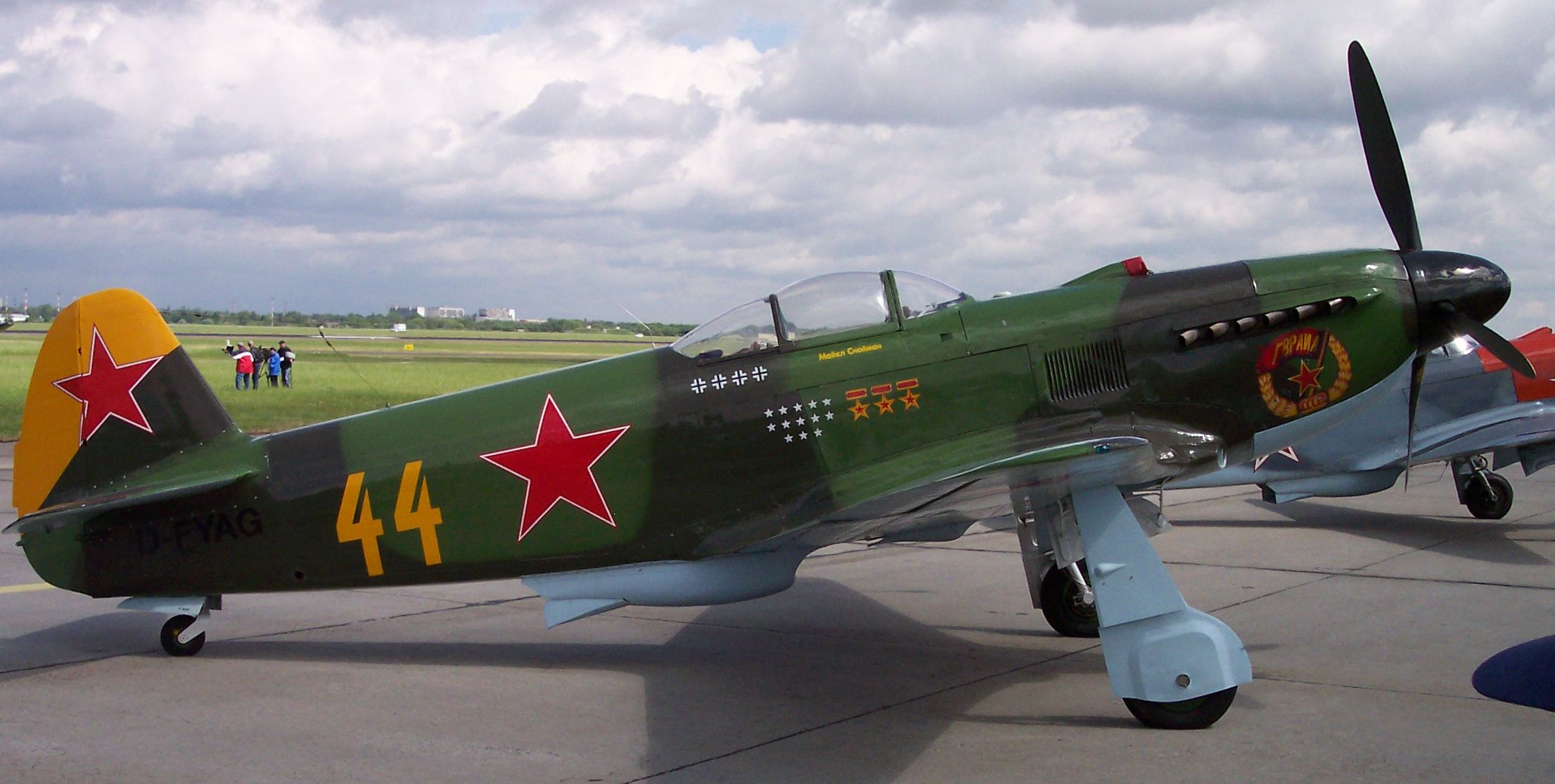
Yak-3M

本機首度參戰就是德蘇庫尔斯克戰役，並在低空展現出極佳的飛行性能，自1944年開始Yak-3大量裝備蘇聯空軍，同年7月14日，一隊剛編成的本機中隊共十八架，迎戰三十架Bf 109，一共擊落十五(一說二十四)架敵機而本隊無一損失。使當時德國流傳著「避免在五千公尺以下，和機首無油冷器的雅克戰機交戰」的勸諭，而德軍飛行員受的主要訓練多以在於高空攔截英美重轟炸機為主，直到其後逐漸摸索了本機特性才敢和Yak-3在低空正面交手。
應付的方式實際是從較高空俯衝進攻和離開，稱bounce彈躍戰術。
正因為本機的優異表現，一度曾提出持續改良發展的計劃，但因為本機機體的高度輕量化使得用途過狹，所以蘇聯當局反而決定把原定提供給本機的新發動機M-107轉而配置於改良主力的雅克-9型。
在德國投降後本機才有機會進一步發展，除了安裝預定的M-107發動機外，便利用了全金屬結構的機體能夠適應高亞音速的空氣阻力和高熱，作為實驗較木或帆布機體安全，於是有多架本機被改造成不同的噴射和火箭發動機的試驗機，並確定噴射器成功後，便有近三百架本機被改造成Yak-15噴射戰鬥機，是第四種被實用化的噴气戰鬥機，開創了蘇聯進入了噴射機時代的里程碑。
另外便是發展成Yak-11教練機，作為很多社會主義國家的中高級教練機。

## 基本資料
Yak-3
乘員:1名

長度:8.5 m

高度:2.38 m

翼展:9.2 m

空重:2,123 kg

巡航速度:560 km/h

最大空速:650 km/h

實用昇限:10,700 m

爬升率: 1,111 m/min

航程:645 km

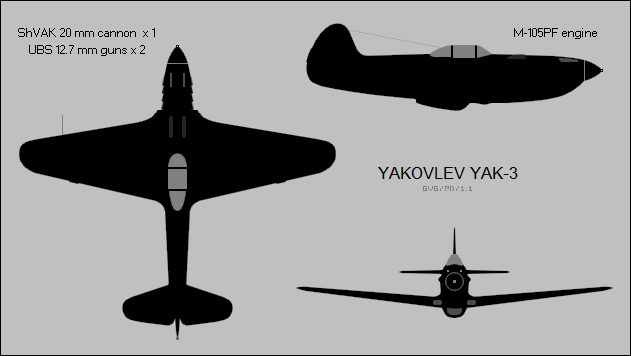
Yak-3

發動機: 1 x VK-105PF V型12缸液冷活塞引擎

武裝: 1 x 20 mm ShVAK 機炮 , 2 x 12.7mm UBS 機槍

## 外觀
和Yak-9或Yak-1相似的，全金屬結構和後三點收放式起落架，下單翼單座液冷式螺旋槳戰鬥機，但沒有了前者機首下方的油冷器吸氣口，改為在翼根兩個較小的吸氣口。和Yak-1不同是較粗短和使用氣泡式座艙。

## 使用國家
- 苏联

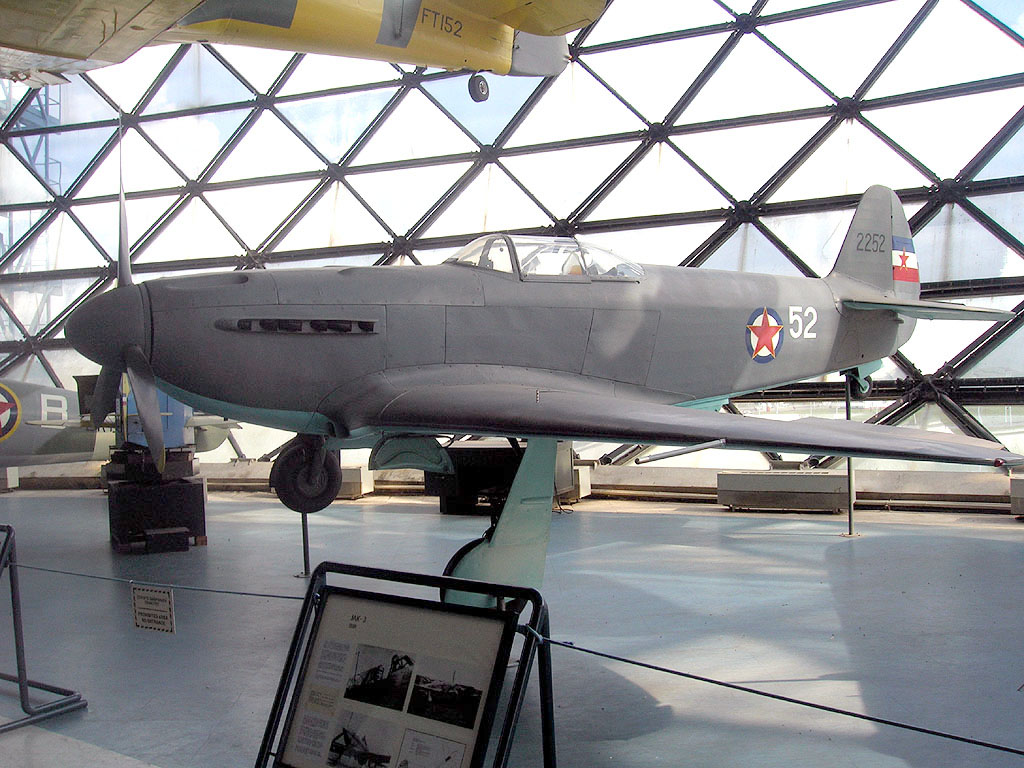
南斯拉夫空軍用作訓練的Yak-3戰鬥機

- 法國：蘇聯戰後協助法國空軍重建所贈送，一共41架。
- 波蘭
- 南斯拉夫

### 其他戰時的蘇聯著名作戰飛機
- 戰鬥機
  - 伊-15
  - 伊-16
  - La-5
  - Yak-1
  - Yak-9
- 攻擊機
  - IL-2
- 轟炸機
  - IL-4
  - Pe-2
- 教練機
  - Po-2

### 其他戰時各國主力戰鬥機的代表
- 德國
  - Bf 109
  - Fw 190
- 美國
  - P-40
  - F4F
  - P-51
  - P-47
  - F4U
  - F6F
- 英國
  - 颶風戰鬥機
  - 噴火戰鬥機
- 日本
  - 零戰